# Barsumas basilicus
Barsumas basilicus är en insektsart som beskrevs av Capener 1971. Barsumas basilicus ingår i släktet Barsumas och familjen hornstritar. Inga underarter finns listade i Catalogue of Life.